# Allume, j'étouffe

Allume, j'étouffe est une pièce de théâtre française de Romain Bouteille et créée collectivement en 1971. Comédie en prose. Ce spectacle est composé d'une série de sketches sans réel fil conducteur et marque la première des productions de la troupe du Café de la Gare.

## Intrigue
Autant anarchique que burlesque et absurde, ce spectacle laisse libre cours à une forte improvisation de tous les intervenants et s'étoffe considérablement au fur et à mesure des représentations. Sexe, vulgarité, allusions politiques, critique de la société et du pouvoir de l'argent sont autant de prétextes à délires en tous genres, dans des dialogues souvent familiers voire outranciers que Coluche récupérera bientôt pour sa propre carrière en solo.

## Autour de la pièce
Le titre proviendrait d'une phrase que Coluche, durant son enfance, aurait entendue de son grand-père, prénommé Marius : « Allume, j’étouffe. On y voit pas la moitié de sa misère ! » aurait-il répété sans cesse.
Spectacle marquant la période faste du Café de la Gare durant laquelle Coluche sera impliqué, avant d'être viré quelques mois plus tard par Romain Bouteille, Henri Guybet et Patrick Dewaere pour sa propension à exploiter les répliques des autres et son mauvais caractère aggravé par l'addiction à l'alcool. Il faut aussi noter quelques remplacements de Gérard Depardieu.

## Distribution
- Mise en scène : Romain Bouteille
- Adaptation et dialogues : collective, troupe du Café de la Gare

- Miou-Miou
- Patrick Dewaere, crédité « Patrick de Waëre »
- Henri Guybet
- Gérard Depardieu
- Romain Bouteille
- Sotha
- Philippe Manesse
- Jérome Panasse
- Catherine Mitry
- Jean-Michel Haas